# Альцо
Альцо, Альсо (баск. Altzo (офіційна назва), ісп. Alzo) — муніципалітет в Іспанії, у складі автономної спільноти Країна Басків, у провінції Гіпускоа. Населення — 402 особи (2009).
Муніципалітет розташований на відстані близько 330 км на північний схід від Мадрида, 25 км на південь від Сан-Себастьяна.

## Демографія
Динаміка населення (INE ):

## Галерея зображень

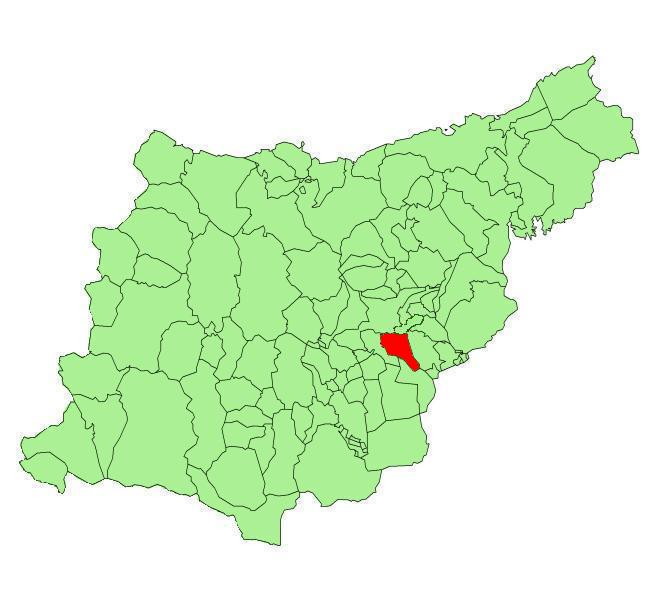
Розташування муніципалітету